# Peperomia cordulilimba
Peperomia cordulilimba är en pepparväxtart som beskrevs av C. Dc.. Peperomia cordulilimba ingår i släktet peperomior, och familjen pepparväxter. Inga underarter finns listade i Catalogue of Life.